# Campionato mondiale di Formula 1 2000
Il campionato mondiale di Formula 1 2000 organizzato dalla FIA è stata, nella storia della categoria, la 51ª ad assegnare il campionato piloti, vinto da Michael Schumacher, e la 43ª ad assegnare il campionato costruttori, andato alla Scuderia Ferrari, che tocca così quota 10 e opera il controsorpasso sulla Williams ferma a 9 titoli. È iniziata il 12 marzo ed è terminata il 22 ottobre, dopo 17 gare.

Michael Schumacher vince il suo terzo titolo mondiale, il primo con la Ferrari. L'ultimo campione del mondo con la Rossa era stato Jody Scheckter nella stagione.

## La pre-stagione

### Il calendario

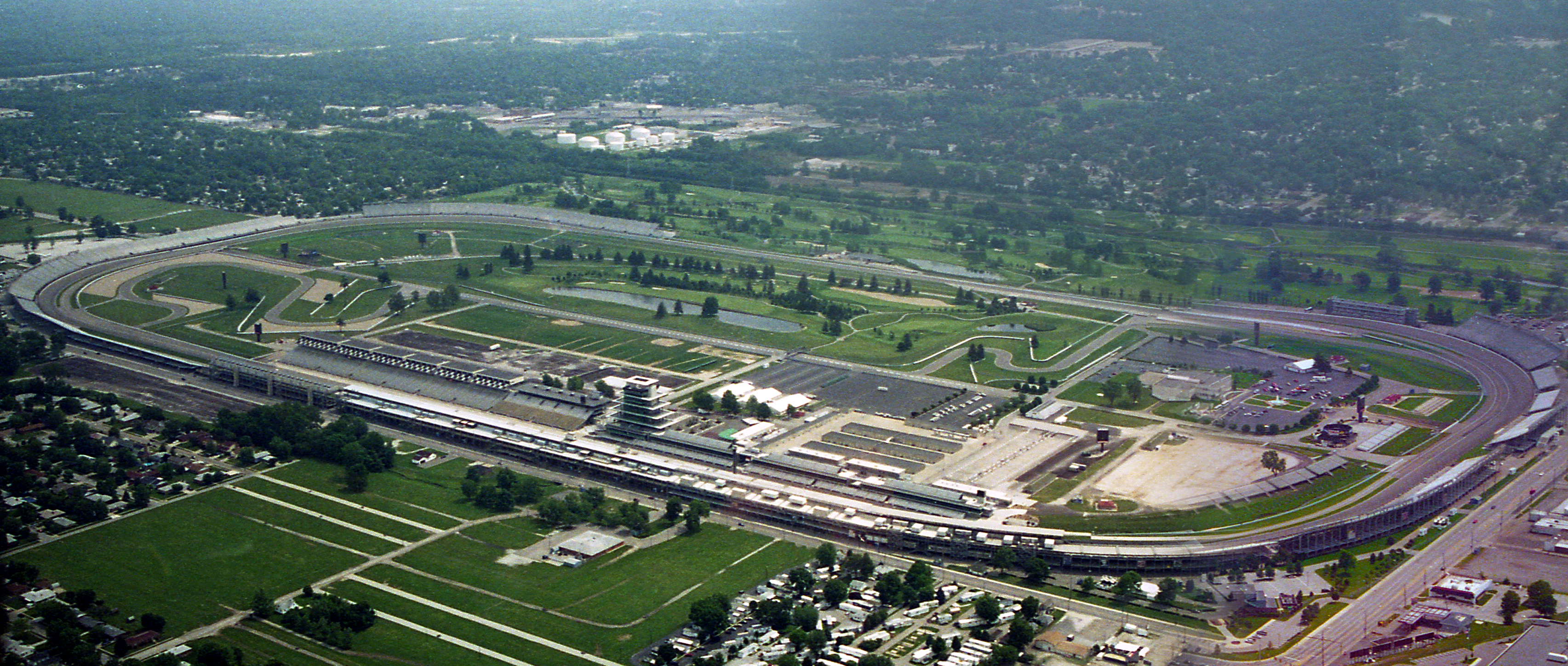
Veduta aerea del Circuito di Indianapolis, sede del rientrante Gran Premio degli Stati Uniti

La novità più importante è il ritorno del Gran Premio degli Stati Uniti, non presente nel calendario dalla stagione 1991, come terzultima gara del campionato. La corsa si disputa su un tracciato ricavato all'interno dello storico circuito ovale di Indianapolis, del quale la Formula 1 in questa configurazione utilizza la curva 1 e il rettilineo del traguardo, pur percorrendoli nella direzione opposta a quella utilizzata dalla storica 500 miglia (quindi la curva 1 in realtà è l'ultima del tracciato per la Formula 1). Con questo nuovo evento il totale dei gran premi sale da 16 a 17. Per fare posto alla corsa statunitense, il Gran Premio d'Europa al Nürburgring viene anticipato al 21 maggio (sesta gara in calendario). Cambia data anche il Gran Premio di Gran Bretagna, da disputarsi sul Circuito di Silverstone: tradizionalmente un appuntamento della fase estiva del campionato, viene anticipato e inserito come quarta gara (23 aprile). Infine, il Gran Premio della Malesia viene posticipato come ultima gara della stagione, invertendo la propria posizione con il Gran Premio del Giappone rispetto al campionato 1999.
Curiosamente per la prima, e finora unica, volta nella storia della F1, tutte le gare sono intervallate solo da pause di 2 settimane.
| Gara | Nome ufficiale del Gran Premio       | Circuito                         | Sede        | Data         | Ora    | Ora   | Ora   | Diretta TV | Diretta TV  |
| Gara | Nome ufficiale del Gran Premio       | Circuito                         | Sede        | Data         | Locale | UTC   | ITA   | Terrestre  | Satellitare |
| ---- | ------------------------------------ | -------------------------------- | ----------- | ------------ | ------ | ----- | ----- | ---------- | ----------- |
| 1    | Qantas Australian Grand Prix         | Albert Park Circuit              | Melbourne   | 12 marzo     | 14:00  | 03:00 | 04:00 | Rai 1      | TELE+ F1    |
| 2    | Grande Prêmio Marlboro do Brasil     | Autódromo José Carlos Pace       | San Paolo   | 26 marzo     | 14:00  | 17:00 | 19:00 | Rai 1      | TELE+ F1    |
| 3    | Gran Premio Warsteiner di San Marino | Autodromo Enzo e Dino Ferrari    | Imola       | 9 aprile     | 14:00  | 12:00 | 14:00 | Rai 1      | TELE+ F1    |
| 4    | Foster's British Grand Prix          | Silverstone                      | Silverstone | 23 aprile    | 14:00  | 13:00 | 15:00 | Rai 1      | TELE+ F1    |
| 5    | Gran Premio Marlboro de España       | Circuito di Barcellona-Catalogna | Montmeló    | 7 maggio     | 14:00  | 12:00 | 14:00 | Rai 1      | TELE+ F1    |
| 6    | Warsteiner Grand Prix of Europe      | Nürburgring                      | Nürburg     | 21 maggio    | 14:00  | 12:00 | 14:00 | Rai 1      | TELE+ F1    |
| 7    | Grand Prix de Monaco                 | Circuito di Monte Carlo          | Monaco      | 4 giugno     | 14:00  | 12:00 | 14:00 | Rai 1      | TELE+ F1    |
| 8    | Grand Prix Air Canada                | Circuit Gilles Villeneuve        | Montréal    | 18 giugno    | 13:00  | 17:00 | 19:00 | Rai 1      | TELE+ F1    |
| 9    | Mobil 1 Grand Prix de France         | Circuito di Magny Cours          | Magny-Cours | 2 luglio     | 14:00  | 12:00 | 14:00 | Rai 1      | TELE+ F1    |
| 10   | Großer A1 Preis von Österreich       | A1-Ring                          | Spielberg   | 16 luglio    | 14:00  | 12:00 | 14:00 | Rai 1      | TELE+ F1    |
| 11   | Großer Mobil 1 Preis von Deutschland | Hockenheimring                   | Hockenheim  | 30 luglio    | 14:00  | 12:00 | 14:00 | Rai 1      | TELE+ F1    |
| 12   | Marlboro Magyar Nagydíj              | Hungaroring                      | Mogyoród    | 13 agosto    | 14:00  | 12:00 | 14:00 | Rai 1      | TELE+ F1    |
| 13   | Foster's Belgian Grand Prix          | Circuito di Spa-Francorchamps    | Stavelot    | 27 agosto    | 14:00  | 12:00 | 14:00 | Rai 1      | TELE+ F1    |
| 14   | Gran Premio Campari d'Italia         | Autodromo nazionale di Monza     | Monza       | 10 settembre | 14:00  | 12:00 | 14:00 | Rai 1      | TELE+ F1    |
| 15   | SAP United States Grand Prix         | Indianapolis Motor Speedway      | Speedway    | 24 settembre | 14:00  | 20:00 | 22:00 | Rai 1      | TELE+ F1    |
| 16   | Fuji Television Japanese Grand Prix  | Suzuka Circuit                   | Suzuka      | 8 ottobre    | 14:00  | 05:00 | 07:00 | Rai 1      | TELE+ F1    |
| 17   | Petronas Malaysian Grand Prix        | Sepang International Circuit     | Sepang      | 22 ottobre   | 14:00  | 07:00 | 09:00 | Rai 2      | TELE+ F1    |

## Scuderie e piloti

### Piloti

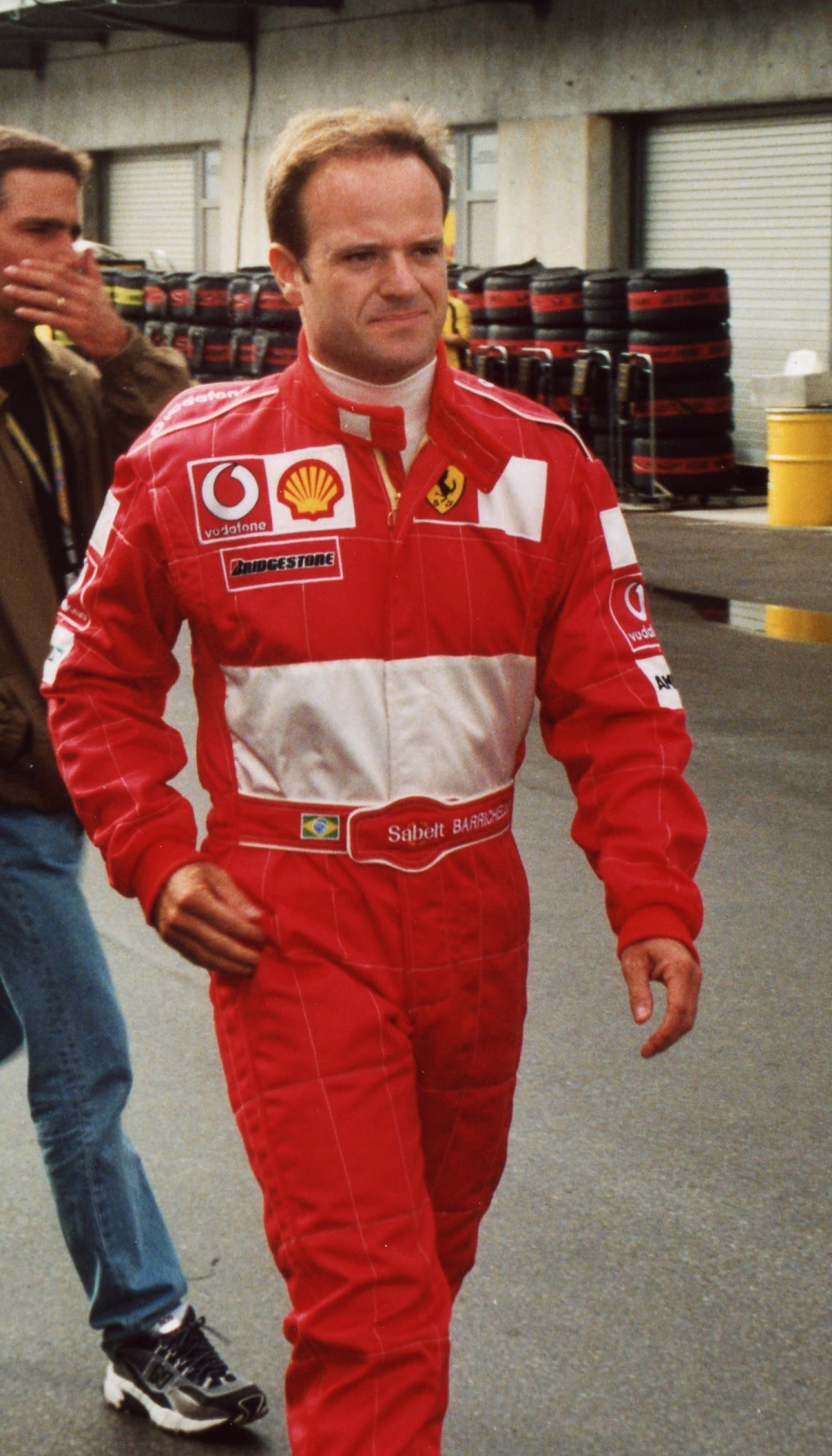
Rubens Barrichello, nuovo pilota Ferrari per la stagione 2000

La novità più importante riguarda la Ferrari: il vice-campione del mondo in carica Eddie Irvine lascia il cavallino dopo quattro stagioni per contrasti relativi al ruolo di prima guida riservato al compagno di squadra Michael Schumacher. Il pilota nordirlandese si accasa alla neonata Jaguar-Ford, al fianco del confermato Johnny Herbert, in uno scambio che porta invece il brasiliano Rubens Barrichello a fare il percorso inverso e approdare a Maranello. La McLaren conferma sia il campione del mondo Mika Häkkinen sia David Coulthard, ingaggiando l'esperto Olivier Panis come collaudatore; conferme per entrambi i piloti titolari anche in casa Benetton (Giancarlo Fisichella e Alexander Wurz) e BAR (Jacques Villeneuve e Ricardo Zonta).
L'ex-campione del mondo Damon Hill annuncia il suo ritiro dalla Formula 1, lasciando il suo posto in Jordan al pilota italiano Jarno Trulli, proveniente dalla Prost
, che andrà ad affiancare il confermato Heinz-Harald Frentzen. Cambio anche alla Williams: Alex Zanardi, dopo una stagione 1999 molto negativa e conclusa a zero punti, rescinde consensualmente il proprio contratto con il team, lasciando così il posto al ventenne debuttante Jenson Button, che correrà insieme al confermato Ralf Schumacher.
Il 24 agosto 1999 Jean Alesi annuncia il suo passaggio dalla Sauber alla Prost con un ingaggio di 10 milioni di dollari; il veterano francese sarà affiancato dal debuttante Nick Heidfeld, già collaudatore della McLaren nel 1999. Il finlandese Mika Salo, grazie anche al suo trascorso in Ferrari nel 1999, si garantisce un sedile alla Sauber a fianco del confermato Pedro Paulo Diniz.
In occasione della presentazione della nuova vettura, la Arrows annuncia l'ingaggio di Jos Verstappen, che torna pilota titolare in Formula 1 dopo un anno passato da collaudatore per la Honda. L'olandese, che va a sostituire Toranosuke Takagi, aveva già guidato per la stessa scuderia nella stagione 1996 quando si chiamava Footwork, cogliendo un solo punto. Confermato invece l'altro pilota Pedro de la Rosa. La Minardi promuove il tester Gastón Mazzacane a pilota titolare al posto dell'italiano Luca Badoer, che ritorna così al suo ruolo di tester della Ferrari a tempo pieno. Il team di Faenza inoltre, al termine di un test organizzato a Jerez, ufficializza come terzo pilota il giovane spagnolo Fernando Alonso, futuro campione del mondo 2005 e 2006. L'altro pilota titolare del team italiano è il confermato Marc Gené.
L'unica sostituzione avviene alla Jaguar in occasione del Gran Premio d'Austria, dove il tester brasiliano Luciano Burti prende temporaneamente il posto di Eddie Irvine, colpito da forti dolori addominali.

### Team

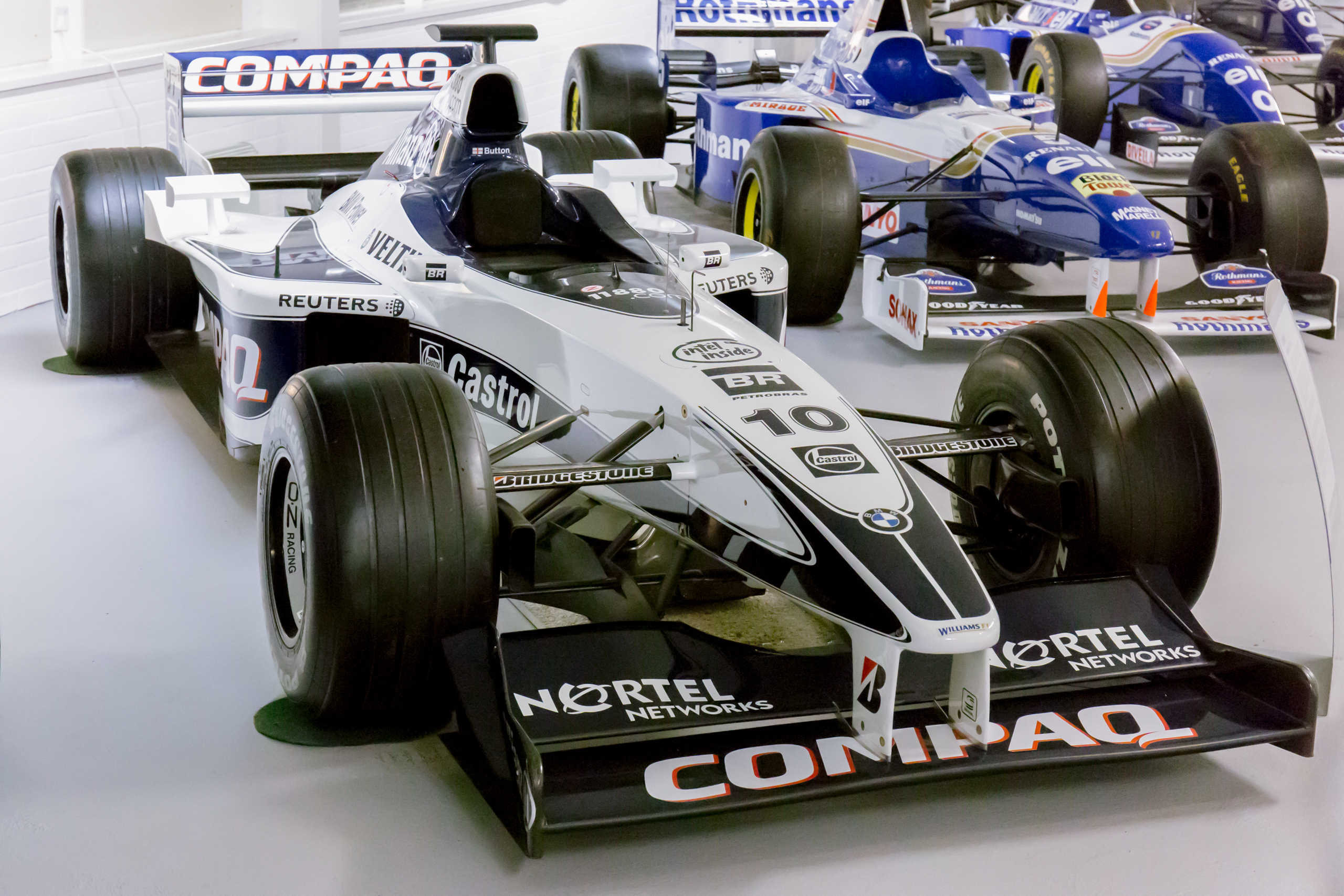
La Williams FW22 del 2000, la prima motorizzata BMW

Già nel corso del 1999 voci insistenti davano per probabile l'ingresso della Ford nel mondo della Formula 1 attraverso l'acquisto della Stewart, scuderia Inglese di proprietà dell'ex campione del mondo Jackie Stewart alla quale la Ford, tramite il marchio Cosworth, forniva già i motori. Il cambio di proprietà viene poi perfezionato e la Ford ufficializza successivamente la propria partecipazione al campionato tramite il marchio Jaguar. Un altro accordo importante viene raggiunto tra la Williams e il costruttore tedesco BMW, che a partire da questa stagione fornirà i propri motori al team inglese al posto dei motori Supertec utilizzati nel 1999. Similmente, anche la BAR raggiunge un accordo per una fornitura ufficiale di motori Honda, anche in questo caso in sostituzione dei propulsori Supertec, accettando di pagare una penale al vecchio motorista, con il quale c'era un accordo già siglato e valevole anche per il campionato 2000. La Minardi in questa stagione è spinta dagli stessi motori Ford utilizzati nel 1999, ribattezzati Fondmetal per ragioni di sponsorizzazione; per lo stesso motivo anche Sauber e Benetton, rispettivamente equipaggiate con motori Ferrari e Supertec, ribattezzano i loro propulsori come Petronas e Playlife. La Arrows passa dai motori prodotti autonomamente nel 1999 ai motori Supertec.

### Tabella riassuntiva
| Scuderia                       | Costruttore        | Telaio     | Motore                        | Pneumatici | Nº | Piloti                | GP         | Test driver                          |
| ------------------------------ | ------------------ | ---------- | ----------------------------- | ---------- | -- | --------------------- | ---------- | ------------------------------------ |
| West McLaren Mercedes          | McLaren-Mercedes   | MP4/15     | Mercedes FO110J 3.0 V10       | B          | 1  | Mika Häkkinen         | Tutti      | Olivier Panis                        |
| West McLaren Mercedes          | McLaren-Mercedes   | MP4/15     | Mercedes FO110J 3.0 V10       | B          | 2  | David Coulthard       | Tutti      | Olivier Panis                        |
| Scuderia Ferrari Marlboro      | Ferrari            | F1-2000    | Ferrari 049 3.0 V10           | B          | 3  | Michael Schumacher    | Tutti      | Luca Badoer                          |
| Scuderia Ferrari Marlboro      | Ferrari            | F1-2000    | Ferrari 049 3.0 V10           | B          | 4  | Rubens Barrichello    | Tutti      | Luca Badoer                          |
| Benson & Hedges Jordan         | Jordan-Mugen Honda | EJ10 EJ10B | Mugen-Honda MF-301 HE 3.0 V10 | B          | 5  | Heinz-Harald Frentzen | Tutti      | Tomáš Enge                           |
| Benson & Hedges Jordan         | Jordan-Mugen Honda | EJ10 EJ10B | Mugen-Honda MF-301 HE 3.0 V10 | B          | 6  | Jarno Trulli          | Tutti      | Tomáš Enge                           |
| Jaguar Racing                  | Jaguar-Cosworth    | R1         | Cosworth CR-2 3.0 V10         | B          | 7  | Eddie Irvine          | 1-9, 11-17 | Luciano Burti Dario Franchitti       |
| Jaguar Racing                  | Jaguar-Cosworth    | R1         | Cosworth CR-2 3.0 V10         | B          | 7  | Luciano Burti         | 10         | Luciano Burti Dario Franchitti       |
| Jaguar Racing                  | Jaguar-Cosworth    | R1         | Cosworth CR-2 3.0 V10         | B          | 8  | Johnny Herbert        | Tutti      | Luciano Burti Dario Franchitti       |
| BMW Williams F1 Team           | Williams-BMW       | FW22       | BMW E41 3.0 V10               | B          | 9  | Ralf Schumacher       | Tutti      | Bruno Junqueira Jörg Müller          |
| BMW Williams F1 Team           | Williams-BMW       | FW22       | BMW E41 3.0 V10               | B          | 10 | Jenson Button         | Tutti      | Bruno Junqueira Jörg Müller          |
| Mild Seven Benetton Playlife   | Benetton-Playlife  | B200       | Playlife FB02 3.0 V10         | B          | 11 | Giancarlo Fisichella  | Tutti      | Hidetoshi Mitsusada Antônio Pizzonia |
| Mild Seven Benetton Playlife   | Benetton-Playlife  | B200       | Playlife FB02 3.0 V10         | B          | 12 | Alexander Wurz        | Tutti      | Hidetoshi Mitsusada Antônio Pizzonia |
| Gauloises Prost Peugeot        | Prost-Peugeot      | AP03       | Peugeot A20 3.0 V10           | B          | 14 | Jean Alesi            | Tutti      | Stéphane Sarrazin                    |
| Gauloises Prost Peugeot        | Prost-Peugeot      | AP03       | Peugeot A20 3.0 V10           | B          | 15 | Nick Heidfeld         | Tutti      | Stéphane Sarrazin                    |
| Red Bull Sauber Petronas       | Sauber-Petronas    | C19        | Petronas SPE 04A 3.0 V10      | B          | 16 | Pedro Paulo Diniz     | Tutti      | Enrique Bernoldi Kimi Räikkönen      |
| Red Bull Sauber Petronas       | Sauber-Petronas    | C19        | Petronas SPE 04A 3.0 V10      | B          | 17 | Mika Salo             | Tutti      | Enrique Bernoldi Kimi Räikkönen      |
| Arrows F1 Team                 | Arrows-Supertec    | A21        | Supertec FB02 3.0 V10         | B          | 18 | Pedro de la Rosa      | Tutti      | Mark Webber                          |
| Arrows F1 Team                 | Arrows-Supertec    | A21        | Supertec FB02 3.0 V10         | B          | 19 | Jos Verstappen        | Tutti      | Mark Webber                          |
| Telefónica Minardi Fondmetal   | Minardi-Fondmetal  | M02        | Fondmetal 3.0 V10             | B          | 20 | Marc Gené             | Tutti      | Fernando Alonso Giorgio Vinella      |
| Telefónica Minardi Fondmetal   | Minardi-Fondmetal  | M02        | Fondmetal 3.0 V10             | B          | 21 | Gastón Mazzacane      | Tutti      | Fernando Alonso Giorgio Vinella      |
| Lucky Strike Reynard BAR Honda | BAR-Honda          | 002        | Honda RA000E 3.0 V10          | B          | 22 | Jacques Villeneuve    | Tutti      | Darren Manning Patrick Lemarié       |
| Lucky Strike Reynard BAR Honda | BAR-Honda          | 002        | Honda RA000E 3.0 V10          | B          | 23 | Ricardo Zonta         | Tutti      | Darren Manning Patrick Lemarié       |

## Riassunto della stagione

### Gran Premio d'Australia
Le due McLaren-Mercedes monopolizzano la prima fila del Gran Premio d'Australia per il terzo anno consecutivo, con Mika Häkkinen in pole position. In seconda fila si piazzano le due Ferrari e in terza fila le due Jordan. Buone anche le prestazioni di Irvine (7°) e Villeneuve (8°).
Alla partenza le due frecce d'argento scattano bene mentre le Ferrari devono lottare con le Jordan e Frentzen ne approfitta per passare Barrichello. Alla quarta curva Herbert entra in collisione con la Sauber di Diniz ma sarà un problema alla frizione a mettere fine alla corsa del nuovo pilota della Jaguar. Al sesto giro si rompono le sospensioni anteriori della Arrows di de la Rosa, ciò provoca un incidente con Irvine e il conseguente ingresso della Safety Car. Quando la vettura di sicurezza lascia la pista, David Coulthard accusa immediatamente problemi al motore, che cede all'11º giro dopo una lunga sosta ai box. Soltanto sette giri dopo la stessa sorte tocca a Mika Häkkinen (anche per il finlandese avviene una rottura del propulsore). La corsa passa così nelle mani di Michael Schumacher, che accumula un consistente vantaggio su Frentzen, che continua a tenere alle spalle Barrichello; il brasiliano modifica così la sua strategia da una a due soste, nel tentativo di passare davanti al rivale. Problemi al cambio sulla vettura del tedesco consentiranno comunque a Barrichello di guadagnare la seconda posizione senza problemi.
Nella seconda metà di corsa escono di scena le due Jordan e così la terza piazza viene conquistata da un sorprendente Ralf Schumacher. Rubens Barrichello al 45º giro raggiunge Michael Schumacher che lo lascia passare, dato che il brasiliano poco dopo dovrà fermarsi nuovamente ai box per la sua seconda sosta. La Ferrari conquista quindi una doppietta nella prima gara della stagione con Michael Schumacher davanti a Rubens Barrichello e al fratello Ralf, che completa il podio. Primi punti della sua storia per la BAR, che piazza Jacques Villeneuve 4° e Ricardo Zonta 6°; quest'ultimo però solo grazie alla squalifica della Sauber di Mika Salo, che lo aveva superato nei giri finali, a causa di un alettone posteriore non regolare. Per Zonta si tratta del primo punto in carriera. Il quinto posto, invece, viene conquistato da Giancarlo Fisichella su Benetton. Da segnalare l'ottimo debutto di Jenson Button, che arriva a occupare la 6ª posizione prima di ritirarsi per problemi al motore.

### Gran Premio del Brasile
Anche a Interlagos le McLaren sembrano imprendibili e monopolizzano la prima fila davanti alle due Ferrari; distacchi molto più consistenti per gli altri. Nel cavallino si opta per una strategia aggressiva, caricando meno carburante per attaccare le frecce d'argento da subito. La Sauber si è ritirata dalla gara per motivi di sicurezza riguardante un cedimento dell'alettone posteriore. In effetti già al via Michael Schumacher riesce a superare Coulthard e, all'inizio del secondo giro, le due Ferrari si rendono protagoniste di un doppio sorpasso con cui Michael Schumacher conquista la testa ai danni di Hakkinen e Barrichello scavalca David Coulthard issandosi al 3º posto.
Dopo la prima sosta le due rosse ritornano nuovamente al 2º e al 4º posto, ma al 28º giro Rubens Barrichello è costretto al ritiro per la rottura del propulsore. Passano tre giri e anche il leader Hakkinen viene fermato da un problema al motore e la gara passa nelle mani di Michael Schumacher, in testa con un grande vantaggio anche perché Coulthard è attardato da problemi al cambio. L'attenzione si sposta così sulla lotta per il terzo posto, che a fine gara premia Giancarlo Fisichella, il quale precede le due Jordan (con Frentzen davanti a Trulli) e Ralf Schumacher.
Nel dopo gara si completa la disastrosa giornata McLaren: i commissari trovano un alettone anteriore non regolare sulla vettura di Coulthard e lo squalificano dalla gara: la scuderia di Woking rimane così a zero punti dopo le prime due gare della stagione, la Ferrari si trova a 26 punti con un vantaggio abissale sulla seconda squadra in classifica, la Benetton, che ha accumulato 8 punti. La squalifica di Coulthard consegna il primo punto in carriera a Jenson Button.

### Gran Premio di San Marino
Mika Häkkinen centra la sua terza pole consecutiva anche ad Imola, nel gran premio "di casa" della Ferrari. Stavolta però Michael Schumacher riesce a strappare la seconda piazza a David Coulthard. Al semaforo verde Hakkinen non ha problemi mentre Michael Schumacher è costretto a chiudere verso l'interno per difendersi da Coulthard e dal fratello Ralf (che finisce anche sull'erba); Rubens Barrichello ne approfitta per scavalcarli entrambi e portarsi in terza posizione.
A causa della pista ostica ai sorpassi, David Coulthard non riesce a passare Barrichello pur essendo molto più veloce, mentre Hakkinen e Schumacher proseguono in testa con un distacco minimo per i primi due terzi della gara con un ritmo insostenibile per tutti gli inseguitori. La situazione si modifica soltanto con la seconda sosta ai box: Hakkinen rientra al 44º giro cedendo la vetta a Michael Schumacher che, con i serbatoi scarichi, sfrutta i successivi quattro giri per spingere a fondo e rientrare in pista, dopo la sosta, davanti al rivale. Viceversa, la stessa manovra riesce a Coulthard, che soffia la terza posizione a Barrichello.
Nelle fasi finali Mika Häkkinen cerca di mettere pressione al battistrada, ma Michael Schumacher non commette errori e vince anche la terza gara della stagione, precedendo il rivale di un secondo, mentre molto più staccati arrivano Coulthard e Barrichello. La zona punti è completata dal quinto posto di Jacques Villeneuve e dal sesto posto di Mika Salo, che stavolta non incappa in squalifiche e riesce a portare a casa il primo punto stagionale per la Sauber. In classifica piloti Schumacher sale a quota 30 punti, ben 21 di vantaggio sul compagno di squadra Barrichello, secondo in classifica.

### Gran Premio di Gran Bretagna
La serie positiva della rossa si interrompe a Silverstone, dove sono le McLaren a fare bottino pieno. Le qualifiche sono condizionate dalle condizioni variabili della pista e Michael Schumacher è solo 5°, mentre il compagno di squadra Barrichello conquista la pole position davanti al sorprendente Frentzen e alle due McLaren in seconda fila.
Al via le cose si complicano ulteriormente per il leader del campionato, che scatta bene ma, chiuso da Hakkinen, finisce sull'erba e scivola in ottava posizione, dove rimarrà bloccato da Villeneuve per diversi giri. Rubens Barrichello mantiene la testa davanti a Frentzen, Coulthard e Hakkinen fino al 30º giro quando viene superato dallo scozzese della McLaren (Frentzen era già rientrato ai box per rifornire). La corsa del brasiliano finisce comunque pochi giri dopo a causa di un problema idraulico. La gara passa a questo punto nelle mani del duo McLaren mentre alle loro spalle Michael Schumacher, che è partito con la strategia della sosta unica, riesce a mettersi alle spalle tutti gli avversari rimasti e risalire quindi fino al terzo gradino del podio.
La McLaren decide di non dare ordini di scuderia, così David Coulthard va a vincere il suo primo gran premio stagionale davanti a Mika Häkkinen e a Michael Schumacher. Alle loro spalle fanno punti pesanti le due Williams con Ralf Schumacher e Jenson Button che si piazzano rispettivamente 4° e 5°. La zona punti è chiusa da Trulli, che conquista un punto. In classifica la leadership di Schumacher è ancora molto salda: 34 punti contro i 14 di David Coulthard, l'inseguitore più vicino, e nel costruttori la Ferrari mantiene 17 punti di vantaggio sulla McLaren.

### Gran Premio di Spagna
In qualifica Michael Schumacher ottiene la sua prima partenza al palo della stagione precedendo Hakkinen per meno di un decimo, alle loro spalle si piazzarono Barrichello e Coulthard.
L'indomani, al semaforo verde, Michael Schumacher mantiene la testa davanti ad Hakkinen, mentre un ottimo scatto vale a Ralf Schumacher la terza posizione. Come anche a Imola, il gran premio si decide di fatto ai box: a causa di un errore del meccanico con la paletta, Michael Schumacher riparte dalla piazzola in anticipo e travolge il capo meccanico Nigel Stepney, addetto al rifornimento, che rimedia una distorsione alla caviglia. Il pilota tedesco mantiene la vetta, ma alla seconda sosta il sostituto di Stepney non riesce ad inserire tempestivamente il bocchettone nell'imboccatura del serbatoio: Schumacher perde dieci secondi e con essi anche la testa della gara, che passa ad Hakkinen.
Sempre in occasione della seconda sosta Coulthard riesce a passare Ralf Schumacher e Barrichello, mentre il brasiliano rimane ancora bloccato dietro al pilota della Williams. In difficoltà a causa di una perdita d'aria da una gomma, Michael Schumacher è costretto a subire la rimonta di Coulthard, che gli porta via il secondo posto. Raggiunto anche dal fratello Ralf, il pilota del cavallino riesce a disturbarlo quel tanto che basta al compagno di team per trovare il varco giusto e infilare il rivale; alla fine del giro Michael Schumacher rientra ai box per sostituire le gomme e rimane confinato al 5º posto.
La McLaren conquista la sua seconda doppietta stagionale, stavolta con Mika Häkkinen come vincitore. Rubens Barrichello riesce a portare a casa il podio davanti a Ralf e Michael Schumacher. La zona punti è chiusa da Frentzen, 6º al traguardo con la Jordan. Nel campionato piloti Schumacher può contare ancora su 14 punti di vantaggio sul secondo in classifica (Hakkinen) e nel costruttori la Ferrari conserva ancora sette punti sulla McLaren.

### Gran Premio d'Europa
In qualifica la pioggia, arrivata a metà sessione, congela la situazione presente in quel momento consegnando a David Coulthard la pole position davanti a Michael Schumacher, Mika Häkkinen e Rubens Barrichello. La gara parte sull'asciutto e Hakkinen scatta benissimo, superando sia Michael Schumacher sia David Coulthard (che si piazzano rispettivamente 2° e 3°).
Dopo nove giri di gara comincia a piovere e Michael Schumacher, asso del bagnato, va quasi subito in testa superando Hakkinen prima dell'ultima chicane. Anche Barrichello riesce a passare Coulthard, ma una sosta molto lunga ai box lo fa scendere nuovamente in classifica e riconsegna la terza piazza allo scozzese della McLaren. Alle loro spalle Irvine, Verstappen e Ralf Schumacher lottano per entrare in zona punti ma al 29º giro un contatto tra il britannico e l'olandese provoca il ritiro di tutti e tre.
Dopo una seconda sosta concitata, con le operazioni rallentate da un problema a un dado ruota, Michael Schumacher conserva la prima posizione su Hakkinen e conclude la gara con 13 secondi di vantaggio sul Finlandese. Tutti gli altri piloti finiscono doppiati: Coulthard (3°) completa il podio davanti a Barrichello, Fisichella e De La Rosa. In classifica generale Michael Schumacher si riporta a +18 su Hakkinen, e anche la Ferrari allunga leggermente fino a un vantaggio di 10 punti sulla McLaren.

### Gran Premio di Monaco
Nelle strette strade del principato Michael Schumacher centra la pole position precedendo un ottimo Jarno Trulli. Dietro di loro si qualificano Coulthard, Frentzen, Hakkinen e Barrichello. Da segnalare l'ottimo settimo posto di Jean Alesi, a bordo della modesta Prost.
Dopo tre via annullati, Michael Schumacher scatta in testa e inizia progressivamente a guadagnare terreno sugli inseguitori, con Trulli che tiene tutti alle proprie spalle. Non ci sono grandi emozioni fino al 29º giro, quando si ritira Jean Alesi per la rottura del semiasse, perdendo un'occasione unica per portare punti alla Prost. Al 36º giro si rompe il differenziale sulla Jordan di Trulli e l'Italiano è costretto al ritiro: Coulthard ha via libera, ma ormai Michael Schumacher è inattaccabile per lo scozzese. Hakkinen è attardato da una lunga sosta ai box, necessaria per rimuovere un cavo che si era infilato sotto il pedale del freno.
La gara è nelle mani di Michael Schumacher, ma al 55º giro il pilota Tedesco è costretto ad alzare bandiera bianca: la rottura di uno scarico della sua Ferrari ha cotto la sospensione posteriore sinistra fino a farla cedere; David Coulthard va al comando seguito da Frentzen che mantiene la seconda piazza fino al 70º giro quando finisce a muro ed è costretto al ritiro. Sul traguardo David Coulthard vince davanti a Rubens Barrichello, che sfrutta al meglio le disgrazie altrui nonostante una gara incolore, e a Giancarlo Fisichella. Primi punti mondiali importantissimi per la Jaguar, con il 4º posto di Eddie Irvine, davanti a Mika Salo (5°) e a Mika Häkkinen, che chiude sesto a un giro dal vincitore.
Coulthard si porta a 12 punti di distacco da Michael Schumacher e la McLaren a 5 dalla Ferrari. Nove scuderie su undici hanno fatto segnare punti: restano al palo solo Minardi e Prost, con la casa faentina avanti grazie ai piazzamenti (due ottavi posti contro uno).

### Gran Premio del Canada

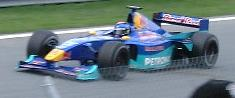
Pedro Diniz al volante della Sauber C19 durante il Gran Premio del Canada

In qualifica la sfida è tra Schumacher e Coulthard, con il pilota del cavallino che la spunta per meno di un decimo; alle loro spalle si piazzano i rispettivi compagni di squadra. Al via non cambiano le prime due posizioni mentre il padrone di casa Jacques Villeneuve, partito dalla sesta piazza, riesce ad inserirsi in terza posizione iniziando a rallentare il ritmo di Barrichello e Hakkinen.
Coulthard segue Michael Schumacher nei primi giri, ma poi viene punito con uno Stop&Go per un'irregolarità in griglia di partenza. Dopo una ventina di giri arriva un primo scroscio di pioggia ma la pista non si bagna a sufficienza e tutti rimangono in pista con le gomme da asciutto. Barrichello sopravanza Villeneuve al 26º giro; più avanti anche Hakkinen riesce ad avere la meglio sul Canadese e cerca di rimontare, ma subito dopo la sua sosta inizia a piovere, stavolta in modo più consistente.
In mezzo ai numerosi cambi Michael Schumacher mantiene saldamente la vetta mentre si inserisce in seconda posizione Giancarlo Fisichella. Mika Häkkinen rischia e rimane in pista un giro in più con le gomme da asciutto, ma la pioggia non cala d'intensità e il Finlandese perde molto tempo. Rubens Barrichello nel finale rimonta su Fisichella e lo passa grazie ad un errore del pilota della Benetton, consegnando quindi alla Ferrari la seconda doppietta stagionale. Dopo dodici gran premi consecutivi viene sfatata la "maledizione della pole position", secondo la quale il pilota che conquistava la pole position non avrebbe vinto poi in gara. Giancarlo Fisichella chiude terzo come la gara precedente e davanti ad Hakkinen, quarto. Punti vanno anche a Verstappen e Trulli, mentre David Coulthard non riesce ad andare oltre un settimo posto.
Nella classifica iridata Michael Schumacher aumenta il proprio vantaggio a 22 punti su Coulthard e a 24 su Hakkinen, la Ferrari raggiunge invece le 18 lunghezze di vantaggio sulla rivale McLaren-Mercedes.

### Gran Premio di Francia
Anche a Magny Cours, il gran premio centrale della stagione, in qualifica è lotta serrata tra Ferrari e McLaren per la pole position. Come in Canada a spuntarla è Michael Schumacher, che si piazza davanti a Coulthard, Barrichello e Hakkinen (in quest'ordine).
Al via del gran premio il Tedesco mantiene la vetta e Rubens Barrichello guadagna la seconda posizione: il brasiliano ha un passo inferiore rispetto alle due McLaren e riesce a rallentarle nella prima parte di gara, prima di essere superato da Coulthard in pista e da Hakkinen nel gioco delle soste. Le due frecce d'argento, con pista libera, iniziano a recuperare su Michael Schumacher, che è in crisi di gomme così come il suo compagno di team, e lo raggiungono. Al 33º giro Coulthard prova ad attaccare ma Michael Schumacher rintuzza, sette tornate dopo però il Tedesco deve cedere il passo allo Scozzese e al 52º giro deve ritirarsi per la rottura del motore, consegnando alla McLaren una facile doppietta.
Coulthard conquista la vittoria del gran premio davanti ad Hakkinen e a Barrichello (staccato di trenta secondi dal vincitore). Giù dal podio, ma a punti, giungono Jacques Villeneuve, Ralf Schumacher e Jarno Trulli. In classifica generale Coulthard si avvicina notevolmente al leader, giungendo a -12, mentre Hakkinen arriva a -18. Più vicina la McLaren nel costruttori, a sei punti dalla Rossa.

### Gran Premio d'Austria
Dopo le ultime eccellenti prestazioni in qualifica, Michael Schumacher conferma la sua poca confidenza con il circuito austriaco: il leader del mondiale chiude 4º le qualifiche alle spalle del compagno di squadra Barrichello e a più di mezzo secondo dal poleman Hakkinen.
In gara le cose per la Ferrari precipitano subito: Michael Schumacher alla prima curva viene tamponato da Ricardo Zonta (poi penalizzato per l'accaduto), si gira e viene centrato da Jarno Trulli, che gli rompe una sospensione e lo costringe al ritiro. Le due McLaren, senza rivali, allungano subito sul gruppo capeggiato inizialmente da Mika Salo e Pedro de la Rosa, avvantaggiatisi dall'incidente al via. Rubens Barrichello, settimo dopo gli incidenti alla prima curva e con il diffusore danneggiato da un tamponamento di Trulli, rimonta fino al quarto posto, che diventa terzo quando De La Rosa rompe il cambio della sua Arrows.
La gara, diventata un monologo McLaren, è ravvivata solo dall'imbarazzante incidente fratricida tra le due Prost di Heidfeld e Alesi al 41º giro. Mika Häkkinen conquista la vittoria davanti a David Coulthard, terzo chiude Barrichello e a seguire Villeneuve, Button e Salo. Dopo la gara viene rilevata la mancanza di un sigillo sulla centralina della vettura di Mika Häkkinen, ma nessun segno di manomissione della centralina stessa. La federazione decide di togliere i dieci punti ottenuti solo al team, che avrebbe dovuto assicurarsi che la centralina fosse completamente sigillata, ma non al pilota.
In classifica piloti Michael Schumacher vede ridursi il suo vantaggio a 6 punti su Coulthard e 8 punti su Hakkinen. Grazie alla penalizzazione della McLaren, la Ferrari mantiene ancora la vetta del campionato costruttori per soli 4 punti.

### Gran Premio di Germania
Le qualifiche del gran premio di Germania sono decise dalla pioggia copiosa che cade a pochi minuti dall'inizio della sessione e consente a Coulthard, sceso subito in pista, di conquistare la pole position davanti a Michael Schumacher, Giancarlo Fisichella e Mika Häkkinen. Molto più indietro l'altra Ferrari, con Barrichello rallentato da problemi idraulici e solo 18°.
Per Michael Schumacher la partenza del Gran Premio di Germania è una replica di quella della gara precedente: alla prima curva infatti viene di nuovo tamponato, stavolta da Giancarlo Fisichella, e finisce contro le barriere di protezione, ritirandosi. Le due McLaren, con Hakkinen che al via passa davanti a Coulthard, si involano immediatamente distanziando gli inseguitori capeggiati da Jarno Trulli. Rubens Barrichello intanto, partito con una tattica di due soste a differenza della maggioranza degli altri piloti, partiti per fare una sola sosta, inizia a rimontare e, sorpasso dopo sorpasso, si issa fino in terza posizione. Le due frecce d'argento per il brasiliano sono imprendibili fino a quando, al 24º giro, un ex-dipendente della Mercedes, licenziato dopo 18 anni dalla casa tedesca, compie un'invasione di pista che costringe la direzione gara a mandare in pista la Safety Car. In questo modo Barrichello rientra ai box e annulla lo svantaggio della sosta ai box.
Quando la vettura di sicurezza esce di scena inizia a piovere in maniera molto irregolare, con il bagnato che si fa molto intenso solo nella parte finale del tracciato. Hakkinen, Coulthard e molti altri piloti decidono di rientrare ai box e montare le gomme da bagnato, mentre Barrichello rischia il tutto per tutto e rimane fuori: è la mossa vincente, in quanto i piloti McLaren non riusciranno a tornare negli scarichi nel brasiliano prima della fine della gara. Rubens Barrichello vince così la sua prima gara di Formula 1 dopo essere partito dalla 18ª posizione, precedendo sul traguardo Hakkinen, Coulthard, Button, Salo e De La Rosa. Sfortunato Trulli, che viene ingiustamente penalizzato dalla direzione gara perdendo la possibilità di realizzare un ottimo piazzamento.
In classifica piloti ormai Michael Schumacher è tallonato a due soli punti da entrambi i piloti McLaren, mentre nel costruttori la Ferrari si mantiene ancora a +4 sul team inglese.

### Gran Premio d'Ungheria
L'appuntamento agostano con l'Hungaroring inizia nel segno di Michael Schumacher, che in qualifica ottiene la pole con un buon vantaggio apparente sul duo McLaren (con Coulthard davanti ad Hakkinen), mentre Barrichello si piazza solo 5° alle spalle anche di Ralf Schumacher.
Al semaforo verde però Mika Häkkinen è protagonista di uno scatto straordinario che, come al Nürburgring, lo porta immediatamente al comando davanti a Michael Schumacher e Coulthard. Il ritmo del finlandese è insostenibile per il tedesco della Ferrari, che deve invece guardarsi le spalle da David Coulthard, che prova a superarlo grazie alle soste ai box ma non riesce nella sua manovra. Va meglio a Barrichello, che alla prima sosta riesce a scavalcare Ralf Schumacher e guadagnare il 4º posto.
La corsa vive solo sull'infruttuoso assalto di Coulthard alla seconda posizione, ma Michael Schumacher riesce a resistere fino alla fine e porta a casa il piazzamento alle spalle dell'imprendibile Hakkinen. Alle spalle dei primi quattro si piazzano Ralf Schumacher e Frentzen. Con questa vittoria Hakkinen supera Michael Schumacher in classifica e si porta in testa al mondiale (64 a 62) mentre perde terreno David Coulthard. Anche alla McLaren riesce il sorpasso nel campionato costruttori, dove ora guida per 112 a 111 nei confronti della Scuderia Ferrari.

### Gran Premio del Belgio
Le qualifiche del gran premio del Belgio sono dominate da Hakkinen, che conquista la pole position senza rivali. Alle sue spalle due sorprese: Jarno Trulli (2°, su Jordan) e Jenson Button (3°, su Williams). Michael Schumacher e David Coulthard si piazzano rispettivamente 4° e 5°, mentre Barrichello non va oltre la decima piazza.
L'indomani la gara inizia con una partenza lanciata dietro la Safety Car per motivi di sicurezza, a causa della pioggia caduta in mattinata. Mika Häkkinen va via abbastanza velocemente prima che Michael Schumacher riesca ad avere la meglio di Trulli e Button e trovarsi a sua volta pista libera. La pista va asciugandosi rapidamente e i piloti rientrano ai box per sostituire le coperture: Hakkinen mantiene la testa davanti al rivale Schumacher. Al 13º giro però il finlandese commette un errore alla curva Stavelot: tocca la riga bianca e va quasi in testacoda nell'erba, riesce a ripartire ma ormai Michael Schumacher è passato.
Fino alla sosta ai box il tedesco della Ferrari sembra riuscire a controllare, ma dopo il cambio gomme la situazione volge a favore di Hakkinen, che inizia a rimontare. Al 40º giro Mika Häkkinen attacca la prima posizione di Michael Schumacher sul rettilineo del Kemmel, ma il tedesco lo chiude con decisione costringendolo ad alzare il piede. Il giro successivo, nello stesso punto, i due si trovano davanti la BAR di Ricardo Zonta, che attendeva di essere doppiato. Michael Schumacher passa all'esterno di Zonta ma Hakkinen, dopo aver sfruttato tutta la scia disponibile, riesce a trovare un varco all'interno e sorprende il tedesco, superandolo poi alla staccata e andando a vincere la gara davanti ai fratelli Schumacher, Coulthard, Button e Frentzen.
La vittoria del finlandese, sulla pista preferita di Michael Schumacher, sembra porre fine ai sogni iridati della Ferrari: Hakkinen aumenta il vantaggio sul rivale a sei punti e anche la McLaren va a +8 sulla Ferrari nel costruttori.

### Gran Premio d'Italia
Monza - 10 settembre 2000 - 71º Gran Premio Campari d'Italia
Il Gran Premio d'Italia inizia sotto le insegne del Cavallino Rampante, che in qualifica occupa tutta la prima fila. L'indomani, al via, Michael Schumacher scatta bene dalla pole position mentre Barrichello viene risucchiato nel gruppo e lascia il secondo posto ad Hakkinen. Alla variante della Roggia un tremendo incidente, innescato da Frentzen causa la morte del volontario della Cea Paolo Gislimberti, colpito alla testa da una ruota staccatasi proprio dalla Jordan del tedesco. L'incidente mette fuori causa anche Trulli, Barrichello, Coulthard e De La Rosa (quest'ultimo protagonista di una serie di paurosi cappottamenti).
Alla ripartenza, dopo ben 12 giri di Safety Car, Schumacher aumenta agevolmente il vantaggio sul rivale Hakkinen cogliendo il primo successo dopo quasi tre mesi. A punti giungono poi nell'ordine Ralf Schumacher, Verstappen, Wurz e Zonta. La corsa viene ricordata anche per il pianto liberatorio di Schumacher in mondovisione durante la conferenza a fine gara, dopo aver ricevuto la domanda: "Michael, hai raggiunto le 41 vittorie di Ayrton Senna, significa molto per te?".
La vittoria permette al pilota tedesco di avvicinarsi a 2 punti da Hakkinen nel campionato piloti, mentre la Ferrari si porta a -4 dalla McLaren.

### Gran Premio degli Stati Uniti

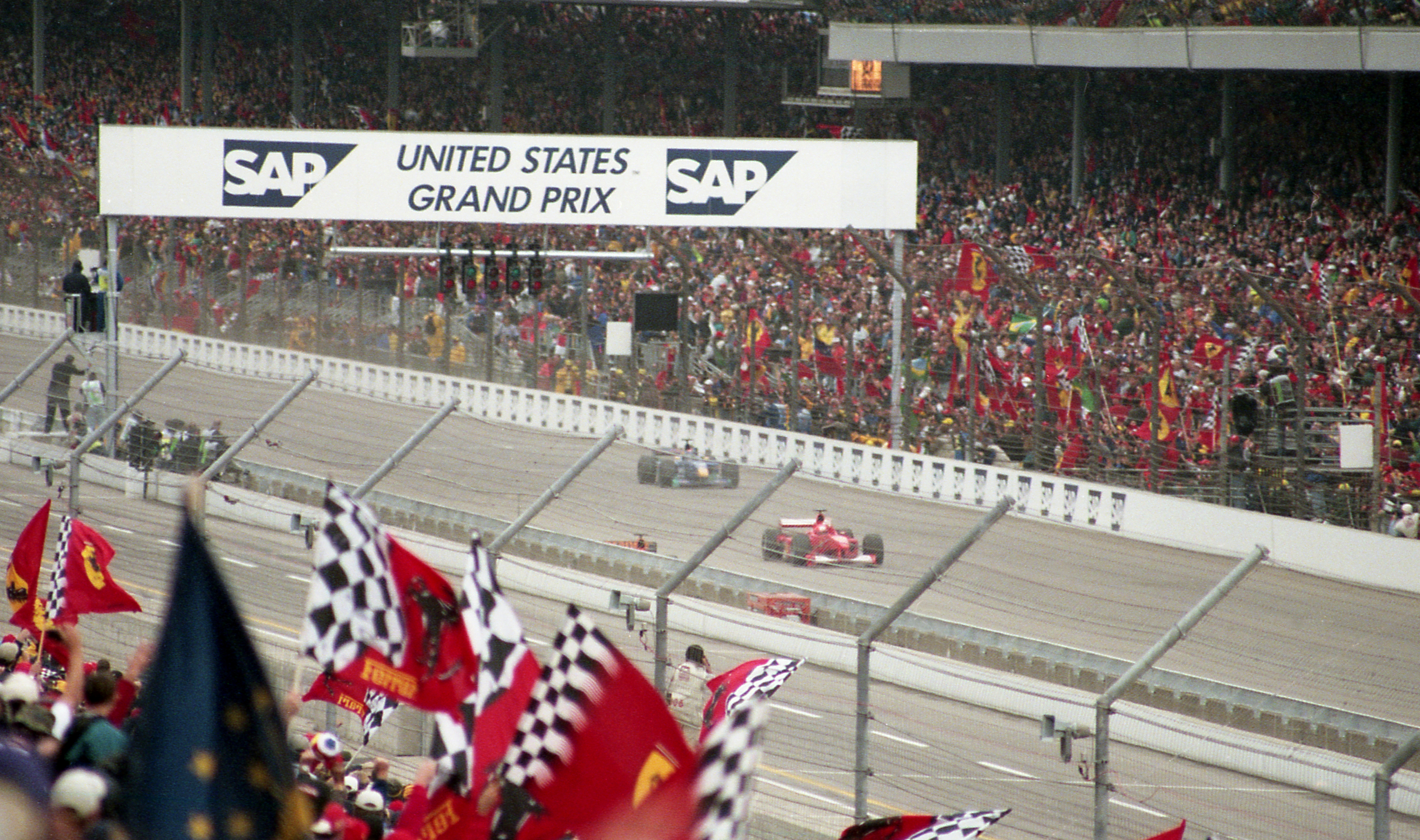
L'arrivo del GP degli USA 2000

Il Gran Premio degli Stati Uniti torna in Formula 1 dopo 8 anni di assenza, e lo fa dinanzi ad un pubblico di oltre 200.000 persone, sul circuito ricavato a Indianapolis all'interno di quello della 500 Miglia.
In qualifica Michael Schumacher firma la seconda pole position consecutiva, precedendo i due piloti della McLaren e il compagno di squadra Barrichello.
La gara prende il via su pista umida e David Coulthard anticipa nettamente lo spegnimento dei semafori, riuscendo a guadagnare la prima posizione davanti a Michael Schumacher. Coulthard, in attesa dell'inevitabile penalità, rallenta il pilota della Ferrari per favorire il compagno di squadra Hakkinen, che si trova subito dietro, ma al sesto giro Schumacher, con un sorpasso all'esterno della prima curva proprio ai danni dello Scozzese, guadagna il comando della gara.
Mika Häkkinen decide di anticipare la sosta ai box per montare le gomme da asciutto, ma si ritrova imbottigliato nel traffico e per diversi giri addirittura bloccato dietro alla Minardi di Gastón Mazzacane. Michael Schumacher invece ritarda la sosta e, dopo averla effettuata, rientra in pista con il considerevole vantaggio di 16 secondi sul rivale. Sul terreno ormai asciutto Hakkinen può spingere a fondo la sua McLaren e in soli dieci giri riesce a ridurre il distacco dal leader fino a 5 secondi, ma al 26º passaggio il motore cede e il Finlandese è costretto al ritiro.
Michael Schumacher vince agevolmente la gara, con il compagno di squadra Rubens Barrichello a completare la terza doppietta stagionale della Ferrari. Terzo giunge Frentzen, poi Villeneuve, Coulthard e Zonta. Il risultato del Gran Premio consente il sorpasso del Cavallino Rampante in entrambe le classifiche mondiali a due gare dal termine: Michael Schumacher conduce ora con 8 punti di vantaggio su Mika Häkkinen nel campionato piloti, e la Ferrari ha invece 10 punti sulla McLaren nel campionato costruttori.

### Gran Premio del Giappone
Suzuka - 8 ottobre 2000 - Fuji Television Japanese Grand Prix
Dopo un'avvincente qualifica, Schumacher ottiene la pole position ai danni di Mika Häkkinen, battuto per soli nove millesimi di secondo. Ma il duello ha inizio sin dalla partenza: Häkkinen brucia Schumacher e va in testa, ma il suo sorpasso viene reso vano dalla strategia del box Ferrari e di Ross Brawn. Dapprima Michael Schumacher viene caricato con più carburante per permettergli di rimanere in pista più a lungo, successivamente, durante il pit stop, il pilota tedesco riesce a passare davanti ad Häkkinen grazie ad un rifornimento record: sei secondi. Gli ultimi 13 giri vengono vissuti da tutti i ferraristi col fiato sospeso, fino alle 16.03 (ora di Suzuka), quando Michael Schumacher conquista il suo terzo titolo mondiale e cancella 21 anni di corse senza un titolo conquistato da un pilota della squadra di Maranello.

### Gran Premio della Malesia
Sepang - 22 ottobre 2000 - Petronas Malaysian Grand Prix
L'anno vincente della Ferrari si chiude anche con la conquista del mondiale costruttori. Schumacher, dopo aver ottenuto la quarta pole position consecutiva, centra anche la quarta vittoria di fila davanti a Coulthard e Barrichello, mentre Mika Häkkinen, penalizzato per la partenza anticipata, giunge quarto al traguardo. Per la Ferrari, che tocca quota 170 punti, per una media di 10 punti a gara, è la decima vittoria stagionale; per Schumacher la nona. Questi record vanno quindi ad aggiungersi appunto al decimo mondiale costruttori, due settimane dopo il decimo titolo piloti conquistato da un pilota Ferrari.

## Risultati

### Risultato dei Gran Premi
| Nº | Gran Premio                   | Circuito           | Pole position      | Giro veloce        | Pilota vincitore   | Costruttore      | Resoconto |
| -- | ----------------------------- | ------------------ | ------------------ | ------------------ | ------------------ | ---------------- | --------- |
| 1  | Gran Premio d'Australia       | Melbourne          | Mika Häkkinen      | Rubens Barrichello | Michael Schumacher | Ferrari          | Resoconto |
| 2  | Gran Premio del Brasile       | Interlagos         | Mika Häkkinen      | Michael Schumacher | Michael Schumacher | Ferrari          | Resoconto |
| 3  | Gran Premio di San Marino     | Imola              | Mika Häkkinen      | Mika Häkkinen      | Michael Schumacher | Ferrari          | Resoconto |
| 4  | Gran Premio di Gran Bretagna  | Silverstone        | Rubens Barrichello | Mika Häkkinen      | David Coulthard    | McLaren-Mercedes | Resoconto |
| 5  | Gran Premio di Spagna         | Montmeló           | Michael Schumacher | Mika Häkkinen      | Mika Häkkinen      | McLaren-Mercedes | Resoconto |
| 6  | Gran Premio d'Europa          | Nürburgring        | David Coulthard    | Michael Schumacher | Michael Schumacher | Ferrari          | Resoconto |
| 7  | Gran Premio di Monaco         | Monte Carlo        | Michael Schumacher | Mika Häkkinen      | David Coulthard    | McLaren-Mercedes | Resoconto |
| 8  | Gran Premio del Canada        | Montréal           | Michael Schumacher | Mika Häkkinen      | Michael Schumacher | Ferrari          | Resoconto |
| 9  | Gran Premio di Francia        | Magny-Cours        | Michael Schumacher | David Coulthard    | David Coulthard    | McLaren-Mercedes | Resoconto |
| 10 | Gran Premio d'Austria         | A1-Ring            | Mika Häkkinen      | David Coulthard    | Mika Häkkinen      | McLaren-Mercedes | Resoconto |
| 11 | Gran Premio di Germania       | Hockenheim         | David Coulthard    | Rubens Barrichello | Rubens Barrichello | Ferrari          | Resoconto |
| 12 | Gran Premio d'Ungheria        | Hungaroring        | Michael Schumacher | Mika Häkkinen      | Mika Häkkinen      | McLaren-Mercedes | Resoconto |
| 13 | Gran Premio del Belgio        | Spa-Francorchamps  | Mika Häkkinen      | Rubens Barrichello | Mika Häkkinen      | McLaren-Mercedes | Resoconto |
| 14 | Gran Premio d'Italia          | Monza              | Michael Schumacher | Mika Häkkinen      | Michael Schumacher | Ferrari          | Resoconto |
| 15 | Gran Premio degli Stati Uniti | Indianapolis       | Michael Schumacher | David Coulthard    | Michael Schumacher | Ferrari          | Resoconto |
| 16 | Gran Premio del Giappone      | Suzuka             | Michael Schumacher | Mika Häkkinen      | Michael Schumacher | Ferrari          | Resoconto |
| 17 | Gran Premio della Malesia     | Circuito di Sepang | Michael Schumacher | Mika Häkkinen      | Michael Schumacher | Ferrari          | Resoconto |

## Classifiche

### Sistema di punteggio
| Posizione | 1ª | 2ª | 3ª | 4ª | 5ª | 6ª |
| Punti     | 10 | 6  | 4  | 3  | 2  | 1  |

### Classifica piloti
| Pos. | Pilota                |     |     |     |     |     |     |     |     |     |     |     |     |     |     |     |     |     | Punti |
| ---- | --------------------- | --- | --- | --- | --- | --- | --- | --- | --- | --- | --- | --- | --- | --- | --- | --- | --- | --- | ----- |
| 1    | Michael Schumacher    | 1   | 1   | 1   | 3   | 5   | 1   | Rit | 1   | Rit | Rit | Rit | 2   | 2   | 1   | 1   | 1   | 1   | 108   |
| 2    | Mika Häkkinen         | Rit | Rit | 2   | 2   | 1   | 2   | 6   | 4   | 2   | 1   | 2   | 1   | 1   | 2   | Rit | 2   | 4   | 89    |
| 3    | David Coulthard       | Rit | SQ  | 3   | 1   | 2   | 3   | 1   | 7   | 1   | 2   | 3   | 3   | 4   | Rit | 5   | 3   | 2   | 73    |
| 4    | Rubens Barrichello    | 2   | Rit | 4   | Rit | 3   | 4   | 2   | 2   | 3   | 3   | 1   | 4   | Rit | Rit | 2   | 4   | 3   | 62    |
| 5    | Ralf Schumacher       | 3   | 5   | Rit | 4   | 4   | Rit | Rit | 14* | 5   | Rit | 7   | 5   | 3   | 3   | Rit | Rit | Rit | 24    |
| 6    | Giancarlo Fisichella  | 5   | 2   | 11  | 7   | 9   | 5   | 3   | 3   | 9   | Rit | Rit | Rit | Rit | 11  | Rit | 14  | 9   | 18    |
| 7    | Jacques Villeneuve    | 4   | Rit | 5   | 16* | Rit | Rit | 7   | 15* | 4   | 4   | 8   | 12  | 7   | Rit | 4   | 6   | 5   | 17    |
| 8    | Jenson Button         | Rit | 6   | Rit | 5   | 17* | 10* | Rit | 11  | 8   | 5   | 4   | 9   | 5   | Rit | Rit | 5   | Rit | 12    |
| 9    | Heinz-Harald Frentzen | Rit | 3   | Rit | 17* | 6   | Rit | 10* | Rit | 7   | Rit | Rit | 6   | 6   | Rit | 3   | Rit | Rit | 11    |
| 10   | Jarno Trulli          | Rit | 4   | 15* | 6   | 12  | Rit | Rit | 6   | 6   | Rit | 9   | 7   | Rit | Rit | Rit | 13  | 12  | 6     |
| 11   | Mika Salo             | SQ  | NP  | 6   | 8   | 7   | Rit | 5   | Rit | 10  | 6   | 5   | 10  | 9   | 7   | Rit | 10  | 8   | 6     |
| 12   | Jos Verstappen        | Rit | 7   | 14  | Rit | Rit | Rit | Rit | 5   | Rit | Rit | Rit | 13  | 15  | 4   | Rit | Rit | 10  | 5     |
| 13   | Eddie Irvine          | Rit | Rit | 7   | 13  | 11  | Rit | 4   | 13  | 13  | INF | 10  | 8   | 10  | Rit | 7   | 8   | 6   | 4     |
| 14   | Ricardo Zonta         | 6   | 9   | 12  | Rit | 8   | Rit | Rit | 8   | Rit | Rit | Rit | 14  | 12  | 6   | 6   | 9   | Rit | 3     |
| 15   | Alexander Wurz        | 7   | Rit | 9   | 9   | 10  | 12* | Rit | 9   | Rit | 10  | Rit | 11  | 13  | 5   | 10  | Rit | 7   | 2     |
| 16   | Pedro de la Rosa      | Rit | 8   | Rit | Rit | Rit | 6   | Rit | Rit | Rit | Rit | 6   | 16  | 16  | Rit | Rit | 12  | Rit | 2     |
| 17   | Johnny Herbert        | Rit | Rit | 10  | 12  | 13  | 11* | 9   | Rit | Rit | 7   | Rit | Rit | 8   | Rit | 11  | 7   | Rit | 0     |
| 18   | Pedro Paulo Diniz     | Rit | NP  | 8   | 11  | Rit | 7   | Rit | 10  | 11  | 9   | Rit | Rit | 11  | 8   | 8   | 11  | Rit | 0     |
| 19   | Marc Gené             | 8   | Rit | Rit | 14  | 14  | Rit | Rit | 16* | 15  | 8   | Rit | 15  | 14  | 9   | 12  | Rit | Rit | 0     |
| 20   | Nick Heidfeld         | 9   | Rit | Rit | Rit | 16  | ES  | 8   | Rit | 12  | Rit | 12* | Rit | Rit | Rit | 9   | Rit | Rit | 0     |
| 21   | Gastón Mazzacane      | Rit | 10  | 13  | 15  | 15  | 8   | Rit | 12  | Rit | 12  | 11  | Rit | 17* | 10  | Rit | 15  | 13  | 0     |
| 22   | Jean Alesi            | Rit | Rit | Rit | 10  | Rit | 9   | Rit | Rit | 14  | Rit | Rit | Rit | Rit | 12  | Rit | Rit | 11  | 0     |
| 23   | Luciano Burti         |     |     |     |     |     |     |     |     |     | 11  |     |     |     |     |     |     |     | 0     |
| Pos. | Pilota                |     |     |     |     |     |     |     |     |     |     |     |     |     |     |     |     |     | Punti |

| Legenda | 1º posto     | 2º posto | 3º posto    | A punti         | Senza punti/Non class.  | Grassetto – Pole position Corsivo – Giro più veloce |
| Legenda | Squalificato | Ritirato | Non partito | Non qualificato | Solo prove/Terzo pilota | Grassetto – Pole position Corsivo – Giro più veloce |

* Indica quei piloti che non hanno terminato la gara ma sono ugualmente classificati avendo coperto, come previsto dal regolamento, almeno il 90% della distanza totale.

### Classifica Costruttori
| Pos. | Costruttore        | Pilota        |     |     |     |     |     |     |     |     |     |     |     |     |     |     |     |     |     | Punti |
| ---- | ------------------ | ------------- | --- | --- | --- | --- | --- | --- | --- | --- | --- | --- | --- | --- | --- | --- | --- | --- | --- | ----- |
| 1    | Ferrari            | M. Schumacher | 1   | 1   | 1   | 3   | 5   | 1   | Rit | 1   | Rit | Rit | Rit | 2   | 2   | 1   | 1   | 1   | 1   | 170   |
| 1    | Ferrari            | Barrichello   | 2   | Rit | 4   | Rit | 3   | 4   | 2   | 2   | 3   | 3   | 1   | 4   | Rit | Rit | 2   | 4   | 3   | 170   |
| 2    | McLaren-Mercedes   | Häkkinen      | Rit | Rit | 2   | 2   | 1   | 2   | 6   | 4   | 2   | 1   | 2   | 1   | 1   | 2   | Rit | 2   | 4   | 152   |
| 2    | McLaren-Mercedes   | Coulthard     | Rit | SQ  | 3   | 1   | 2   | 3   | 1   | 7   | 1   | 2   | 3   | 3   | 4   | Rit | 5   | 3   | 2   | 152   |
| 3    | Williams-BMW       | R. Schumacher | 3   | 5   | Rit | 4   | 4   | Rit | Rit | 14* | 5   | Rit | 7   | 5   | 3   | 3   | Rit | Rit | Rit | 36    |
| 3    | Williams-BMW       | Button        | Rit | 6   | Rit | 5   | 17* | 10* | Rit | 11  | 8   | 5   | 4   | 9   | 5   | Rit | Rit | 5   | Rit | 36    |
| 4    | Benetton-Playlife  | Fisichella    | 5   | 2   | 11  | 7   | 9   | 5   | 3   | 3   | 9   | Rit | Rit | Rit | Rit | 11  | Rit | 14  | 9   | 20    |
| 4    | Benetton-Playlife  | Wurz          | 7   | Rit | 9   | 9   | 10  | 12* | Rit | 9   | Rit | 10  | Rit | 11  | 13  | 5   | 10  | Rit | 7   | 20    |
| 5    | BAR-Honda          | Villeneuve    | 4   | Rit | 5   | 16* | Rit | Rit | 7   | 15* | 4   | 4   | 8   | 12  | 7   | Rit | 4   | 6   | 5   | 20    |
| 5    | BAR-Honda          | Zonta         | 6   | 9   | 12  | Rit | 8   | Rit | Rit | 8   | Rit | Rit | Rit | 14  | 12  | 6   | 6   | 9   | Rit | 20    |
| 6    | Jordan-Mugen Honda | Frentzen      | Rit | 3   | Rit | 17* | 6   | Rit | 10* | Rit | 7   | Rit | Rit | 6   | 6   | Rit | 3   | Rit | Rit | 17    |
| 6    | Jordan-Mugen Honda | Trulli        | Rit | 4   | 15* | 6   | 12  | Rit | Rit | 6   | 6   | Rit | 9   | 7   | Rit | Rit | Rit | 13  | 12  | 17    |
| 7    | Arrows-Supertec    | De La Rosa    | Rit | 8   | Rit | Rit | Rit | 6   | Rit | Rit | Rit | Rit | 6   | 16  | 16  | Rit | Rit | 12  | Rit | 7     |
| 7    | Arrows-Supertec    | Verstappen    | Rit | 7   | 14  | Rit | Rit | Rit | Rit | 5   | Rit | Rit | Rit | 13  | 15  | 4   | Rit | Rit | 10  | 7     |
| 8    | Sauber-Petronas    | Diniz         | Rit | NP  | 8   | 11  | Rit | 7   | Rit | 10  | 11  | 9   | Rit | Rit | 11  | 8   | 8   | 11  | Rit | 6     |
| 8    | Sauber-Petronas    | Salo          | SQ  | NP  | 6   | 8   | 7   | Rit | 5   | Rit | 10  | 6   | 5   | 10  | 9   | 7   | Rit | 10  | 8   | 6     |
| 9    | Jaguar-Cosworth    | Irvine        | Rit | Rit | 7   | 13  | 11  | Rit | 4   | 13  | 13  | INF | 10  | 8   | 10  | Rit | 7   | 8   | 6   | 4     |
| 9    | Jaguar-Cosworth    | Burti         |     |     |     |     |     |     |     |     |     | 11  |     |     |     |     |     |     |     | 4     |
| 9    | Jaguar-Cosworth    | Herbert       | Rit | Rit | 10  | 12  | 13  | 11* | 9   | Rit | Rit | 7   | Rit | Rit | 8   | Rit | 11  | 7   | Rit | 4     |
| 10   | Minardi-Fondmetal  | Gené          | 8   | Rit | Rit | 14  | 14  | Rit | Rit | 16* | 15  | 8   | Rit | 15  | 14  | 9   | 12  | Rit | Rit | 0     |
| 10   | Minardi-Fondmetal  | Mazzacane     | Rit | 10  | 13  | 15  | 15  | 8   | Rit | 12  | Rit | 12  | 11  | Rit | 17* | 10  | Rit | 15  | 13  | 0     |
| 11   | Prost-Peugeot      | Alesi         | Rit | Rit | Rit | 10  | Rit | 9   | Rit | Rit | 14  | Rit | Rit | Rit | Rit | 12  | Rit | Rit | 11  | 0     |
| 11   | Prost-Peugeot      | Heidfeld      | 9   | Rit | Rit | Rit | 16  | ES  | 8   | Rit | 12  | Rit | 12* | Rit | Rit | Rit | 9   | Rit | Rit | 0     |
| Pos. | Costruttore        | Pilota        |     |     |     |     |     |     |     |     |     |     |     |     |     |     |     |     |     | Punti |

| Legenda | Grassetto – Pole position Corsivo - Giro più veloce | 1º posto                                         | 2º posto                                      | 3º posto                          | A punti                                           | -Senza punti -Non classificato (NC)         | Ritirato (Rit)                  | Squalificato (SQ)   |
| Legenda | Grassetto – Pole position Corsivo - Giro più veloce | -Non qualificato (NQ) -Non pre-qualificato (NPQ) | Disputa solo le prove (SP) -Terzo pilota (TP) | Non prende parte alle prove (NPR) | -Non partito (NP) Infortunato (INF) -Escluso (ES) | Iscritto ma non presente, non arrivato (NA) | Ritirato prima dell'evento (WD) | Gara cancellata (C) |

* Indica quei piloti che non hanno terminato la gara ma sono ugualmente classificati avendo coperto, come previsto dal regolamento, almeno il 90% della distanza totale.